# BMW Open 2012
BMW Open 2012 — тенісний турнір, що проходив на ґрунтових кортах у місті Мюнхен, Німеччина з 30 квітня . Належав до категорії ATP World Tour 250.

## Фінальна частина

### Одиночний розряд
Філіпп Кольшрайбер —  Марин Чилич 7–6(10–8), 6–3

### Парний розряд
Франтішек Чермак /  Філіп Полашек —  Ксав'є Малісс /  Дік Норман 6–4, 7–5